# Андреев, Александр Николаевич (поэт)
Алекса́ндр Никола́евич Андре́ев (1830—1891) — русский поэт и прозаик, автор популярных цыганских песен и романсов, популяризатор истории искусства, драматург и переводчик; по основной службе — чиновник нескольких министерств, действительный статский советник. Почётный вольный общник Императорской Академии художеств (с 1857).

## Происхождение
Сын Николая Ивановича Андреева (1792—1870), мемуариста, участника войн 1812—1814 гг., капитана, адъютанта командира полка, автора «Воспоминаний офицера 50-го егерского полка», напечатанных в «Русском Архиве» 1879 года, и Надежды Николаевны Чихачевой.

## Биография
Родился в селе Погостинцы Порховского уезда Псковской губернии.
В словаре Половцова указано, что он «воспитывался в псковской гимназии, откуда поступил в институт Инженеров Путей Сообщения, который окончил в 1847 году».
После окончания института служил последовательно в министерствах путей сообщения, императорского двора и внутренних дел; до выхода в 1877 году в отставку был чиновником особых поручений при московском генерал-губернаторе.
А. Н. Андреев увлекался искусствоведением и театром, особенно живописью. Был составителем и редактором многочисленных каталогов и справочников по истории искусства, писал статьи и рецензии, собирал материалы о художниках во время путешествий в Европу.
Первым трудом Андреева по истории живописи стала книга: «Живопись и живописцы главнейших европейских школ», которая выдвигалась на Демидовскую премию и получила почётный отзыв от Академии наук.
В 1857 году Академия художеств избрала Андреева в почётные вольные общники, а в 1860 году он получил за литературные труды бриллиантовый перстень от Императора Александра II.
Умер Александр Николаевич Андреев 3 (15) февраля 1891 года в Москве в чине действительного статского советника. Был похоронен на кладбище Ново-Алексеевского монастыря.

## Труды
Множество его стихотворений, повестей, рассказов, путевых заметок, статей по искусствам и других рассеяно по журналам и газетам. Кроме того, он писал прозу и стихи.
Своим литературным дебютом Андреев считал пьесу «Маскарад в оперном театре, или Проказы женатого», поставленную в 1846 году в Александринском театре. С тех пор комедии и водевили Андреева, как оригинальные, так и переводные, в течение полувека ставились на столичных и провинциальных сценах, вошли в двухтомник «Театр А. Н. Андреева» (1875). Отдельно вышли ещё «Давние встречи» (1890).
В 7-й книжке «Русского архива» помещен рассказ А. Н. Андреева про усы инженеров путей сообщения под заглавием: «Майор Стуарт и Институтка».
Однако славе своей Андреев обязан не театру и не искусству, не прозе и не стихам, а московским цыганам.
В пушкинские времена самым знаменитым был хор московских цыган Ильи Соколова в «Грузинах» (на Большой Грузинской улице). В 50-60-е годы этот хор возглавлял ученик Соколова Иван Васильев. В рассказе А. А. Фета «Кактус» подробно описан приезд в «Грузины» Аполлона Григорьева. Популярностью своей «Цыганской венгерки» Аполлон Григорьев обязан Ивану Васильеву. В те же самые годы («Цыганская венгерка», «Любовь цыганки» и «Песня цыганки» Аполлона Григорьева датированы 1857 годом) Иван Васильев и капельмейстер его хора Сергей Штуцман создали цикл «цыганских» романсов на стихи Андреева. Позднее, в поэтических книгах Андреева, изданных в 1860 и в 1879 годах, они получили название «Песни московских цыган».
Цыганские песни и романсы Андреева и доныне пользуются известностью.
Ценнее других его художественные издания: «Живопись и живописцы главнейших европейских школ» (1857); «Указатель картин и художественных произведений галереи В. А. Кокорева» (1863); «Памятники древнего Рима» (1861); «Венеция в художественном отношении» (1864).